# Wkrętarka
Wkrętarka – urządzenie mechaniczne służące do wkręcania i wykręcania śrub, wkrętów itp. Dzięki łatwo wymiennym końcówkom z chwytem sześciokątnym narzędzie łatwo można dostosować do różnych zakończeń wkrętów. Po wymianie narzędzia może być także używane doraźnie np. przy pracach stolarskich do nawiercania, rozwiercenia, itp.
Wyróżnia się wkrętarki:
- akumulatorowe – przenośne, zasilane akumulatorami
- stacjonarne – zasilane bezpośrednio z sieci elektrycznej lub pneumatycznej, o ograniczonej przenośności

Obecnie większość wiertarek posiada możliwość regulowania prędkości, kierunku obrotu i momentu wysprzęglania, dzięki czemu mogą one być również wykorzystywane w pracy jako urządzenie do wkręcania, wykręcania, a po wyposażeniu w uchwyt do mocowania narzędzi z chwytem cylindrycznym – również jako wiertarka. 

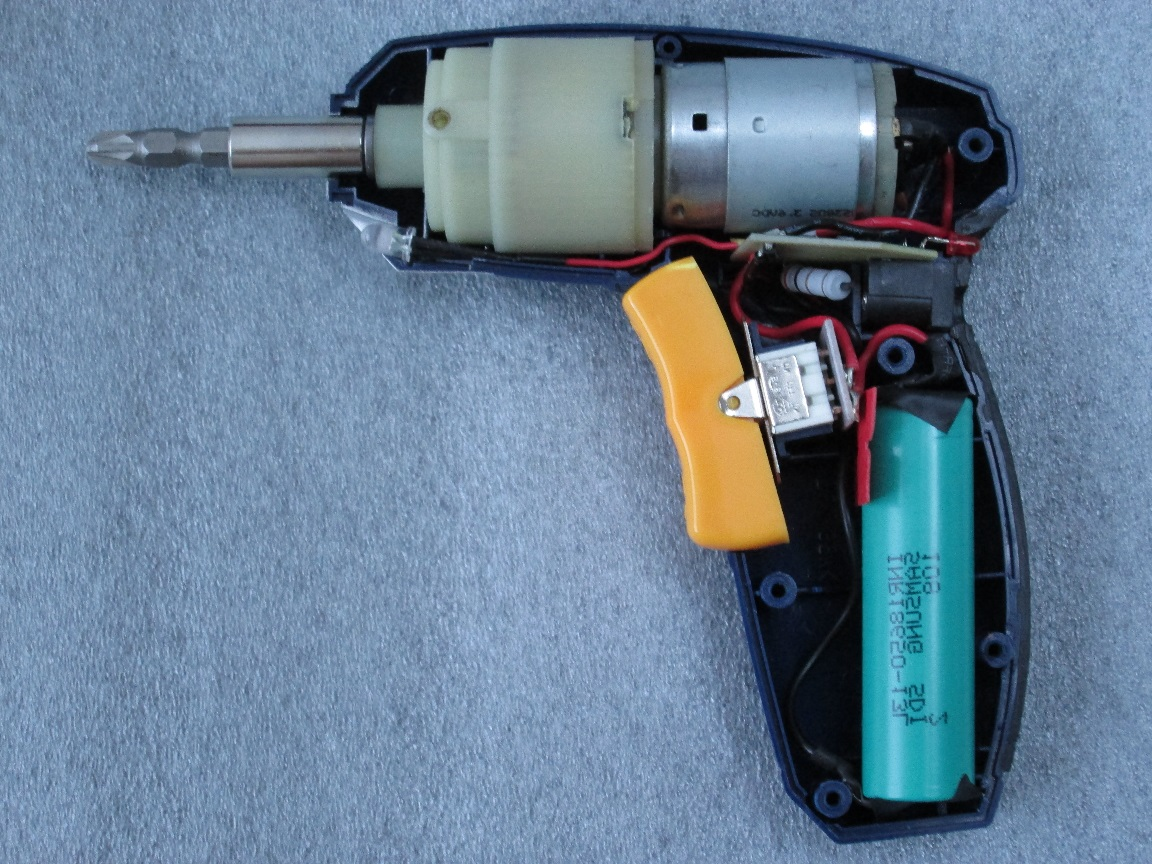
Wnętrze małej wkrętarki akumulatorowej
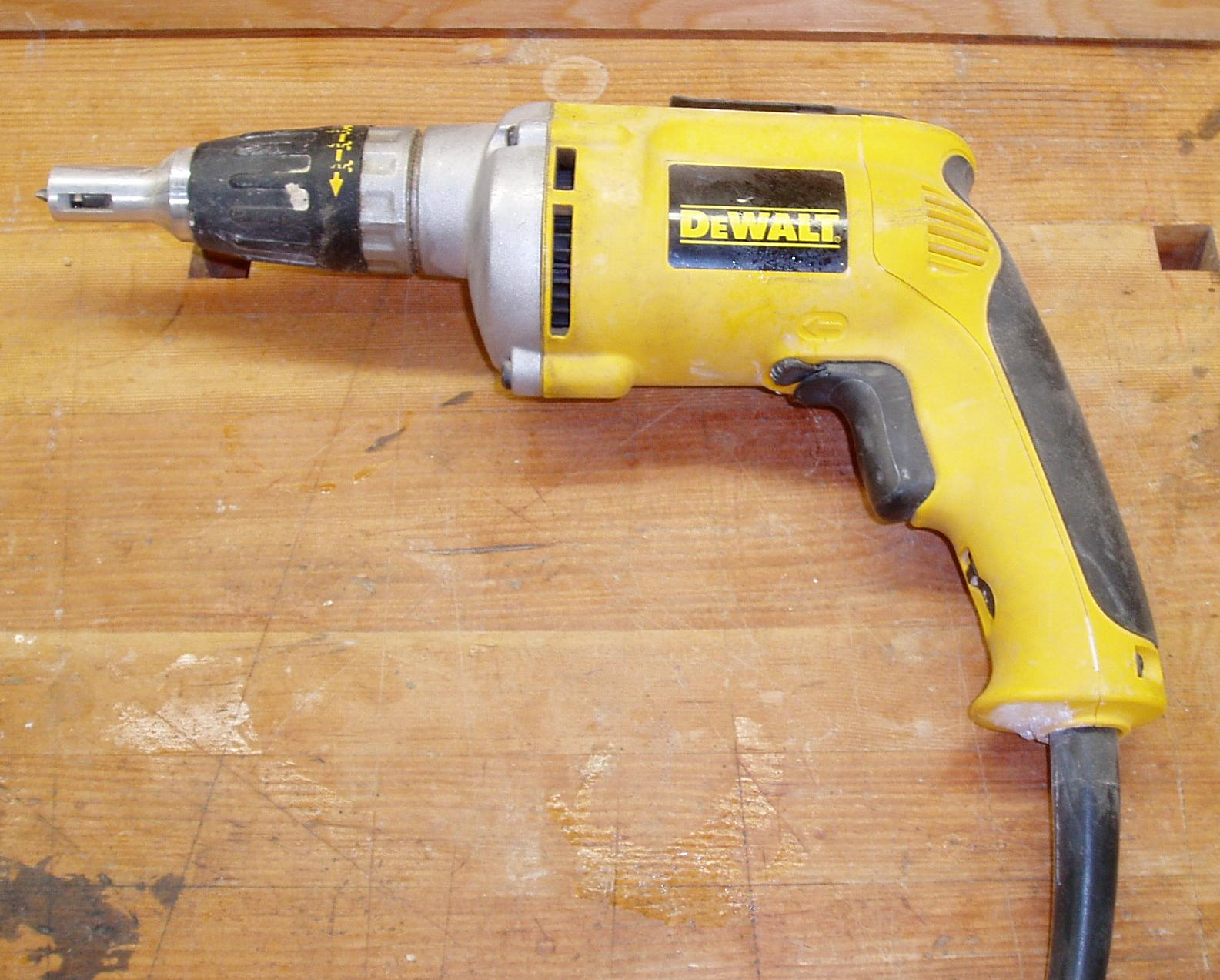
Wkrętarka DeWalt o zasilaniu sieciowym
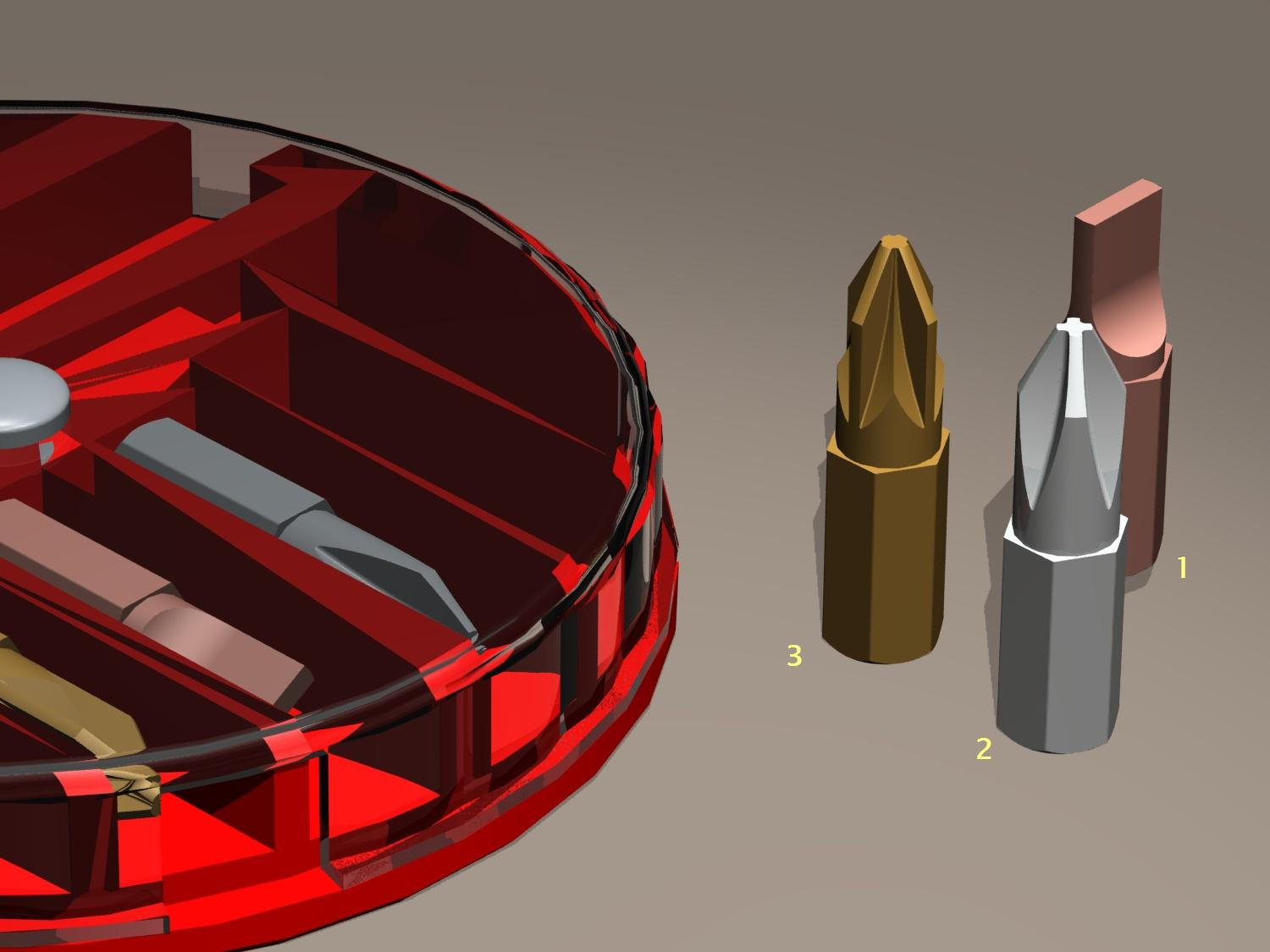
Wymienne końcówki tzw. bity